# クロスベンチャー
クロスベンチャー（英語: crossbencher）は、イギリスの貴族院、オーストラリア連邦議会など、一部の立法機関における、独立した無所属議員や、与野党のいずれにも与しない少数政党の議員。この表現は、与党席と野党席の間に置かれたクロスベンチ (cross benches) と呼ばれる座席に由来しており、議場においてその席に着席する者をクロスベンチャーと称する。
日本語では、中立議員などと説明されることがある。

## イギリス
イギリスの貴族院におけるクロスベンチャーは、特定の政党に所属しない無所属議員である。2009年までは、1876年上訴管轄権法に基づく法服貴族がこれに含まれていた。加えて、庶民院議長経験者（例えば、スプリングバーンのマーティン卿やブースロイ女男爵）や貴族院議長経験者（例えば、ヘイマン女男爵やデ・スーザ女男爵）は、慣例として政党所属を離れ、クロスベンチャーとなる。しかし、会派に属さない貴族院議員の中にも、クロスベンチャーには含まれない者もいる。例えば貴族院議長など、職責上、無所属となっている者はクロスベンチャーには含まれない。また、党籍はもっているが議会内会派への参加を免除され無所属となっている者も、クロスベンチャーには含まれない。場合によっては、そうした無所属議員や、少数政党の議員が、物理的には議場のクロスベンチに着席することもあるが、彼らは院内会派としてのクロスベンチには含まれない。
クロスベンチャーの数は、増加を続けているが、これは政治的な理由からではなく貴族への授爵の動向によっている。2000年5月に貴族院任命委員会が設立されて以降、委員会は67名の無所属、一代貴族を議員に指名し、クロスベンチャーとして貴族院議員に加えた。
2018年5月の時点で、181名のクロスベンチャーがおり、これは貴族院議員の23％に相当する。これは、保守党、労働党に次ぐ、第三の規模の院内会派ということになる。2007年4月から2009年にかけての期間には、クロスベンチャーの数は初めて保守党よりも多くなった。
イングランド国教会の大主教や主教たちの中の年長者からなる聖職貴族議員も、政党には所属しないが、クロスベンチャーには含まれず、実際にクロスベンチに着席することもなく、議場内の与党側に用意された席に着席する。
2018年5月現在における民主統一党のように、庶民院において少数与党内閣と閣外協力を結んでいる政党の議員は、クロスベンチャーとは見なされない。彼らは、与党以外のすべての政党と同様に、野党の一部と見なされ、野党席に着席する。

### コンベナー
クロスベンチャーたちは、特定の問題について、統一した立場をとることはなく、党派の主張を取りまとめる院内幹事を設けることもないが、運営上の目的から、コンベナー（convenor、「召集者」の意) と称される代表者を選任して日常的な議院運営にあたらせる。現在のコンベナーは、2023年4月に就任した第16代キノール伯爵（チャールズ・ヘイ）である。コンベナーは、議院における議事の進行について与野党間で協議する、いわゆる「通常の経路」の一員ではないが、近年では、議論に加えられることが多くなっている。
クロスベンチャーのコンベナーを務めた者は以下の通りである。
- 1968年 – 1974年：ストラング卿（英語版）
- 1974年 – 1995年：ヒルトン＝フォスター女男爵（英語版）
- 1995年 – 1999年：ウェザリル卿（英語版）（1993年から1995年にかけて、コンベナー代理 (Alternate Convenor)）
- 1999年 – 2004年：ラドリーのクレイグ卿（英語版）
- 2004年 – 2007年：ホートンのウィリアムソン卿（英語版）
- 2007年 – 2011年：デ・スーザ女男爵
- 2011年 – 2015年：レイミング卿（英語版）
- 2015年 – 2019年：クレイグヘッドのホープ卿
- 2019年 - 2023年：ジャッジ卿（英語版）
- 2023年 - ：キノール伯爵（英語版）

## オーストラリア

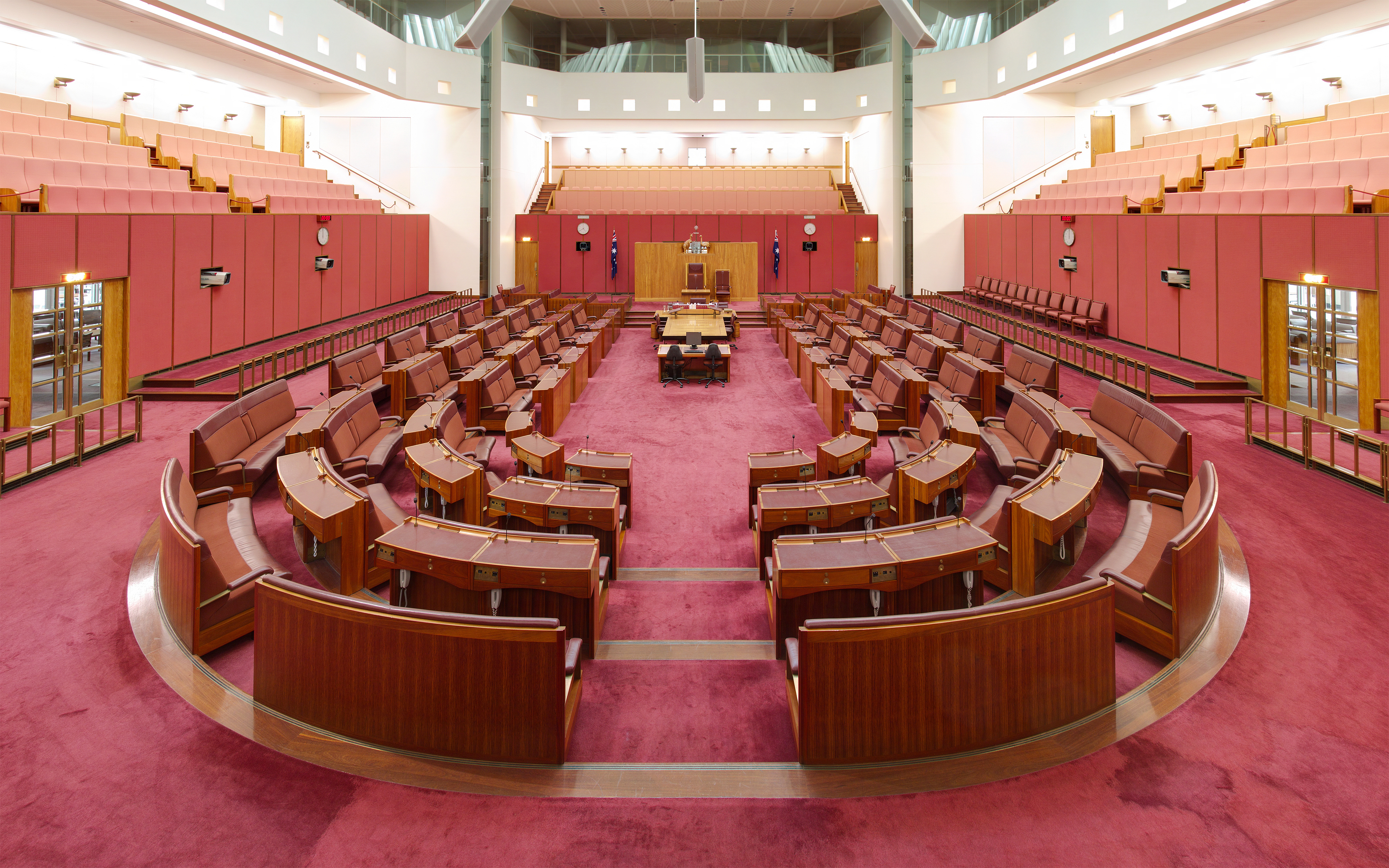
オーストラリアの元老院議場。クロスベンチャーたちは、両側に陣取る与野党の間、半円形の部分に着席する。

オーストラリア連邦議会において、クロスベンチャーという表現は、独立した無所属議員と、少数政党の議員の両方を含めた形で用いられ、各州・準州の州議会においても同様である。イギリスとは異なり、オーストラリアではこの表現を上院である元老院だけでなく下院である代議院でも、クロスベンチに着席する者に対して用いる。
直近数回の連邦議会選挙では、上下両院でクロスベンチャーの数が増え、その影響力は強まってきた。2010年オーストラリア総選挙によって選出されたオーストラリア連邦議会の構成は、全150議席のうちオーストラリア労働党と保守連合がそれぞれ72議席を占めたものの、1940年総選挙以来久々に、どの政党も議席の単独過半数を獲得していないハング・パーラメントの状態となった。勢力均衡（いわゆるキャスティング・ボート）をにぎることになった6名のクロスベンチャーたちのうち、オーストラリア緑の党のアダム・ブラント、無所属のうちアンドリュー・ウィルキー、ロブ・オークショット、トニー・ウィンザーが、協力協定による労働党への支持を表明し、同じく無所属のボブ・カッターと、西オーストラリア国民党のトニー・クックが協力協定による保守連合への支持を表明した。その結果、76対74の僅差で、労働党が少数内閣を組むこととなった。
元老院は、単記移譲式投票による比例代表制によって全76議席を決するため、与党側は多数のクロスベンチャーたちと交渉しなければ法案を通せない状態にしばしば陥る。例えば、2016年7月2日の元老院と代議院の同日選挙の結果、元老院では、自由党と国民党の保守連合が30議席、労働党が26議席、緑の党が9議席、ワン・ネイションが4議席、ニック・ゼノフォン・チームが3議席を獲得した。残りの4議席は、ダリル・ヒンチ、自由民主党 (オーストラリア)、家族優先党、ジャッキー・ランビーが獲得した。クロスベンチャーの数は、選挙前に2議席から、記録的な20議席へと増大した。自由党・国民党の保守連合政府は、少なくとも9名のクロスベンチャーの支持を取り付けなければ、元老院での多数を確保できなくなった。
一般的に、多くの案件で与党を支持する、オーストラリア保守党、ワン・ネイション、自由民主党、ダリル・ヒンチなどの元老院議員は、クロスベンチの中でも与党席に近い側に着席し、野党側につく緑の党などは、野党側に近い位置に着席する。ただし、このような傾向は、選挙制度が異なり、クロスベンチャーがごく少数で、議場の半円形部分の内側の席すべてを与野党2大政党のフロントベンチャーが占めている、代議院には当てはまらない。

## ニュージーランド

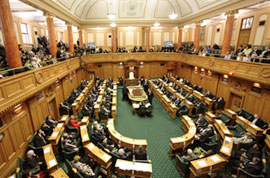
ニュージーランドの代議院議場。

ニュージーランドの下院である代議院においては、例えば、2011年から2017年にかけてのニュージーランド・ファースト党のように、与党にも野党第一党にも公然たる支持を表明しない是々非々の少数政党の議員は、クロスベンチャーと称されることがある。